# Lastivți, Camenița
Lastivți (în ucraineană Ластівці) este localitatea de reședință a comunei Lastivți din raionul Camenița, regiunea Hmelnîțkîi, Ucraina.

## Demografie
Componența lingvistică a localității Lastivți
     Ucraineană (96,28%)
     Rusă (3,55%)
     Alte limbi (0,17%)
Conform recensământului din 2001, majoritatea populației localității Lastivți era vorbitoare de ucraineană (96,28%), existând în minoritate și vorbitori de rusă (3,55%).